# Cheilodactylus francisi
Cheilodactylus francisi is een straalvinnige vissensoort uit de familie van de morwongs (Cheilodactylidae). De wetenschappelijke naam van de soort is voor het eerst geldig gepubliceerd in 2004 door Burridge.